# Бачинац
Бачинац је насеље у Србији у општини Смедеревска Паланка у Подунавском округу. Према попису из 2022. има 569 становника (према попису из 2011. било је 683 становника).
Овде се налази Споменик невиним жртвама у Бачинцу.

## Демографија
У насељу Бачинац живи 624 пунолетна становника а просечна старост становништва износи 41,9 година (42,0 код мушкараца и 41,8 код жена). У насељу има 218 домаћинстава, а просечан број чланова по домаћинству је 3,62.
Ово насеље је великим делом насељено Србима (према попису из 2002. године), а у последња три пописа, примећен је пад у броју становника.
|  |

| Демографија | Демографија | Демографија |
| Година      | Становника  | Становника  |
| ----------- | ----------- | ----------- |
| 1948.       | 606         |             |
| 1953.       | 940         |             |
| 1961.       | 1.010       |             |
| 1971.       | 978         |             |
| 1981.       | 924         |             |
| 1991.       | 890         | 877         |
| 2002.       | 789         | 815         |
| 2011.       | 683         |             |
| 2022.       | 569         |             |

| Етнички састав према попису из 2002.‍ | Етнички састав према попису из 2002.‍ | Етнички састав према попису из 2002.‍ | Етнички састав према попису из 2002.‍ | Етнички састав према попису из 2002.‍ |
| ------------------------------------ | ------------------------------------ | ------------------------------------ | ------------------------------------ | ------------------------------------ |
|                                      |                                      |                                      |                                      |                                      |
| Срби                                 | Срби                                 |                                      | 781                                  | 98,98%                               |
| Црногорци                            | Црногорци                            |                                      | 2                                    | 0,25%                                |
| непознато                            | непознато                            |                                      | 4                                    | 0,50%                                |

| Година пописа     | 1948. | 1953. | 1961. | 1971. | 1981. | 1991. | 2002. |
| ----------------- | ----- | ----- | ----- | ----- | ----- | ----- | ----- |
| Број домаћинстава | 108   | 181   | 221   | 226   | 222   | 208   | 218   |

| Број чланова      | 1  | 2  | 3  | 4  | 5  | 6  | 7  | 8 | 9 | 10 и више | Просек |
| ----------------- | -- | -- | -- | -- | -- | -- | -- | - | - | --------- | ------ |
| Број домаћинстава | 30 | 54 | 27 | 34 | 31 | 22 | 14 | 5 | 1 | 0         | 3,62   |

| Пол    | Укупно | Неожењен/Неудата | Ожењен/Удата | Удовац/Удовица | Разведен/Разведена | Непознато |
| ------ | ------ | ---------------- | ------------ | -------------- | ------------------ | --------- |
| Мушки  | 327    | 67               | 223          | 23             | 12                 | 2         |
| Женски | 334    | 39               | 220          | 63             | 7                  | 5         |
| УКУПНО | 661    | 106              | 443          | 86             | 19                 | 7         |

| Пол    | Укупно                    | Пољопривреда, лов и шумарство | Рибарство                            | Вађење руде и камена | Прерађивачка индустрија       |
| ------ | ------------------------- | ----------------------------- | ------------------------------------ | -------------------- | ----------------------------- |
| Мушки  | 224                       | 177                           | 0                                    | 0                    | 19                            |
| Женски | 132                       | 116                           | 0                                    | 0                    | 6                             |
| УКУПНО | 356                       | 293                           | 0                                    | 0                    | 25                            |
| Пол    | Производња и снабдевање   | Грађевинарство                | Трговина                             | Хотели и ресторани   | Саобраћај, складиштење и везе |
| Мушки  | 0                         | 6                             | 3                                    | 0                    | 10                            |
| Женски | 0                         | 0                             | 1                                    | 0                    | 1                             |
| УКУПНО | 0                         | 6                             | 4                                    | 0                    | 11                            |
| Пол    | Финансијско посредовање   | Некретнине                    | Државна управа и одбрана             | Образовање           | Здравствени и социјални рад   |
| Мушки  | 0                         | 0                             | 2                                    | 2                    | 3                             |
| Женски | 0                         | 0                             | 0                                    | 4                    | 4                             |
| УКУПНО | 0                         | 0                             | 2                                    | 6                    | 7                             |
| Пол    | Остале услужне активности | Приватна домаћинства          | Екстериторијалне организације и тела | Непознато            | Непознато                     |
| Мушки  | 0                         | 0                             | 0                                    | 2                    | 2                             |
| Женски | 0                         | 0                             | 0                                    | 0                    | 0                             |
| УКУПНО | 0                         | 0                             | 0                                    | 2                    | 2                             |